# 피에트로 아르카리
피에트로 산테 아르카리 3호(이탈리아어: Pietro Sante Arcari III; 1909년 12월 2일, 롬바르디아 주 카살푸스텔렌고 ~ 1988년 2월 8일, 롬바르디아 주 크레모나)는 이탈리아의 전 축구 중앙 공격수이자 우측 공격수이다.

## 걍략
로디 도 카살푸스텔렌고 출신인 아르카리는 1930년대에 밀란과 제노아에서 활동했다. 많은 득점을 기록하는 공격수로, 주력과 공중 경합 능력으로 정평이 난 그는 세리에 A에서 256번의 경기에 출전해 80골을 기록했다.
1933-34 시즌, 그는 밀란 소속으로 16골을 기록해 세리에 A 득점 5위에 이름을 올렸고, 그로 인해 비토리오 포초 감독은 안방에서 열린 1934년 월드컵에 그를 국가대표팀 선수단 일원으로 발탁했다. 이탈리아는 이 대회 우승을 거두었지만, 아르카리는 한 경기도 출전하지 못했다. 그는 이탈리아 국가대표팀 역사상 우승한 대회에서 1경기도 출전하지 못한 4명밖에 되지 않은 선수의 명단에 이름을 올렸다.
피에트로는 전성기를 밀란에서 보냈지만, 제노아에서 활약할 당시 1937년에 특이한 상황을 맞닥뜨렸다. 제노아가 2-1로 승리한 피오렌티나 원정 경기에서, 부심은 아르카리의 득점을 오프사이드 오심으로 취소했다. 카이로니 주심은 지체 없이 그의 동료를 퇴장시켰고, 이에 그는 지체 없이 경기장을 빠져나갔다. 같은 해, 제노아는 피렌체에서 1937년 6월 6일에 열린 로마와의 코파 이탈리아 결승전에서 1-0으로 이기고 우승을 거두었다. 결승전으로 가는 길목에 제노아는 그의 친정 밀란을 준결승전에서 격파했다.

## 사생활
피에트로는 축구 가문의 삼남이다: 그의 큰형 카를로 아르카리와 작은형 안젤로 아르카리, 그리고 동생 브루노 아르카리 모두 프로 축구 선수로 활동했다. 4형제를 모두 구분하기 위해 카를로는 아르카리 1호(Arcari I), 안젤로는 아르카리 2호(Arcari II), 피에트로는 아르카리 3호(Arcari III), 그리고 브루노는 아르카리 4호(Arcari IV)로 수식되었다. 그의 동생 브루노도 현역 시절에 밀란을 거쳤고, 국가대표팀 경기에도 출전했다.

## 수상

### 클럽
제노아
- 코파 이탈리아: 1936–37

### 국가대표팀
이탈리아
- 월드컵: 1934